# Nannodioctria albicornis
Nannodioctria albicornis is een vliegensoort uit de familie van de roofvliegen (Asilidae). De wetenschappelijke naam van de soort is voor het eerst geldig gepubliceerd in 1941 door Wilcox & Martin.